# نيكو هانسن
نيكو هانسن هو لاعب كرة قدم دنماركي في مركز الوسط، ولد في 14 سبتمبر 1994 في راندرس في الدنمارك. لعب مع كولومبوس كرو.

## وصلات خارجية
- نيكو هانسن على موقع الدوري الأمريكي (الإنجليزية)
- نيكو هانسن على موقع قاعدة بيانات كرة القدم.إي يو (الإنجليزية)
- نيكو هانسن على موقع Soccerbase.com (لاعب) (الإنجليزية)
- نيكو هانسن على موقع Soccerway.com (الإنجليزية)
- نيكو هانسن على موقع عالم كرة القدم.نت (الإنجليزية)